# 101 Helena
101 Helena (in italiano 101 Elena) è un piccolo e roccioso asteroide della Fascia principale.
Helena fu scoperto il 15 agosto 1868 da James Craig Watson al Detroit Observatory dell'università del Michigan (USA) ad Ann Arbor. Fu battezzato così in onore di Elena di Troia, una figura della mitologia greca, figlia di Zeus e di Leda.